# Absalón Méndez
Absalón Méndez Cegarra (Bailadores, Mérida, 15 de agosto de 1946) es profesor titular jubilado, adscrito a la Facultad de Ciencias Económicas y Sociales de la Universidad Central de Venezuela. En condición de asesor del Congreso de la República y de la Asamblea Nacional de Venezuela ha participado en la redacción de proyectos de leyes tales como: Ley Orgánica del Sistema de los Seguros Sociales; Ley Orgánica del Sistema de Seguridad Social Integral; Ley Orgánica del Sistema de Seguridad Social; Ley de Servicios Sociales; Ley Orgánica de Prevención, Condiciones y Medio Ambiente Laboral; Ley de Vivienda y Hábitat; Ley del Régimen Prestacional de Salud; Ley del Régimen Prestacional de Empleo; Ley del Régimen Prestacional de Pensiones y Otras Asignaciones Económicas; Ley de Reforma Parcial de la Ley Orgánica del Sistema de Seguridad Social; Ley de Reforma Parcial de la Ley de Servicios Sociales; Proyecto de Ley de Pensiones por Vejez no contributivas y el Proyecto de Ley de Educación Universitaria.

## Formación académica
Inició sus estudios universitarios en la Escuela de Trabajo Social, Facultad de Ciencias Económicas y Sociales, obteniendo el título de Licenciado en Trabajo Social en 1971. En ese mismo año, cursa sus estudios de especialización en Administración y luego su maestría en Administración Privada en la Universidad Central de Venezuela. También estudia Derecho, graduándose de Abogado en 1984 y, además, alcanza su grado de Doctor en Ciencias Sociales para 1987. Ha realizado varios programas de postgrado no conducentes a grado académico, entre los que se encuentra el Programa Postdoctoral en Ciencias Sociales.

## Docencia, investigación y extensión universitaria
Forma parte del personal docente y de investigación adscrito al Instituto de Investigaciones Económicas y Sociales "Dr. Rodolfo Quintero" de la Facultad de Ciencias Económicas y Sociales. En el área de pregrado se ha desempeñado como docente en las cátedras de Administración Social y Prácticas Profesionales (Escuela de Trabajo Social); en el área de postgrado, específicamente en el Postgrado en Seguridad Social, ha dictado las cátedras de Derecho de la Seguridad Social en Venezuela; Filosofía, Doctrina y Medios de Defensa de los Derechos Humanos; Gerencia de Instituciones de Previsión Social; Derecho Comparado de la Seguridad Social e Investigación Acreditada.
En el campo de la investigación participa como coordinador y miembro de diversos proyectos de investigación, entre los que se encuentran:
- Origen y caracterización del Trabajo Social en Venezuela.
- La dependencia de Venezuela
- La Reforma de la Seguridad Social en Venezuela.
- Constitucionalismo social y Seguridad Social en Venezuela
- Legislación sobre Seguridad Social en Venezuela
- Extensión de la cobertura de la Seguridad Social en Venezuela
- La Seguridad Social del trabajador rural en Venezuela.

Ha realizado una importante actividad de extensión universitaria como asesor de la Comisión de Asuntos Sociales del Congreso de la República y de la Comisión Permanente de Desarrollo Social Integral de la Asamblea Nacional, y de la Asamblea Nacional Constituyente de 1999. También es Miembro de la Comisión Presidencial para la Reforma de la Seguridad Social y el Régimen de Prestaciones Sociales; de la Constituyente para la Seguridad Social; de la Comisión de Seguridad Social de la Federación de Asociaciones de Profesores Universitarios de Venezuela (FAPUV), además de fungir como asesor de organizaciones sindicales, gremiales y vecinales.

## Gerencia
A lo largo de su trayectoria profesional ha ejercido diversos cargos gerenciales dentro y fuera de la Universidad Central de Venezuela, entre los que se encuentran Director del Instituto de Investigaciones Económicas y Sociales "Dr. Rodolfo Quintero"; Presidente de la Fundación Fondo de Jubilaciones y Pensiones de los Miembros del Personal Docente y de Investigación; Coordinador del Núcleo de los Fondos de Jubilaciones y Pensiones del Personal de las Universidades Nacionales; Director principal del Instituto Venezolano de los Seguros Sociales; Presidente de UXXI Servicios Financieros; Coordinador de la Coordinación de Institutos de Previsión Social de las Universidades Nacionales y Coordinador del Área de Postgrado en Seguridad Social de la Facultad de Ciencias Económicas y Sociales (FaCES).

## Publicaciones
Ha sido autor de diversos artículos y libros, algunos de ellos:
- Gestión de la producción y trabajo social, 1976.
- El sistema profesional del trabajo social en Venezuela, 1992.[4]
- Estado, política social y trabajo social en la Venezuela actual, 1992.[5]
- Seguridad social para todos: Ficción o realidad, 1993.
- Las asignaciones familiares en Venezuela, 1995.
- La seguridad social en el proceso de integración subregional andino, 1995.
- En defensa de la seguridad social del profesorado universitario de Venezuela. Fondo Editorial Tropykos. 2008; 444 páginas. ISBN 9803253328, 9789803253325.[6]
- La reforma de la seguridad social en América Latina: Orientaciones y tendencias, 1997.
- La seguridad social del personal docente y de investigación de la UCV, 1998.
- Las prestaciones sociales del personal docente y de investigación de la UCV, 1999.
- Régimen jubilatorio y pensional del personal docente y de investigación de las universidades nacionales, 2000.
- El derecho de la seguridad social en la Constitución de la República Bolivariana de Venezuela, 2001.[7]
- La seguridad social en Venezuela, 2011.
- La seguridad social en la constitución de la República Bolivariana de Venezuela, 2012.
- La seguridad social: Retos y perspectivas, 2014.
- Derecho de la seguridad social en Venezuela, 2015.
- La jubilación en Venezuela, 2016.
- Los fondos de jubilaciones y pensiones del personal de las universidades nacionales. Universidad de Carabobo. 2009:1-12.[8]
- Seguridad y tercera edad (2000).
- Estructura organizativa y funcional del sistema de seguridad social (2004).
- Méndez Cegarra, A. Tres momentos en el proceso de reforma de la seguridad social en Venezuela. Observatorio Venezolano de la Seguridad Social. 2006.[9]
- Salcedo González, A.M., Méndez Cegarra, A. Extensión de la seguridad social del trabajador rural en Venezuela. Revista Venezolana de Análisis de Coyuntura. 2012; XVIII(2):179-205.[10]
- Salcedo González, A.M., Méndez Cegarra, A. Fernández, S., Villarroel, N., Toro M., M.I. Extensión de la cobertura pensional en Venezuela. Cuadernos de Postgrado, Comisión de Estudios de Postgrado, Facultad de Ciencias Económicas y Sociales, Universidad Central de Venezuela. 2013; 31; 119 páginas. ISBN 9789800027752, 9800027750.[11]
- Méndez Cegarra, A. Comentarios a la ley orgánica del sistema de seguridad social integral. Cuadernos CODEX. 2001; 119, 49 páginas.[12]
- Méndez Cegarra, A. Teorías, enfoques del envejecimiento y la protección social de las personas adultas mayores. En: Cuadernos de Postgrado: Envejecimiento de la población Venezolana, Salcedo González, AM (compiladora). Comisión de Estudios de Postgrado, Facultad de Ciencias Económicas y Sociales-UCV. 2015; 35:61-98. ISBN 978-980-00-2833-9. Depósito Legal: DC2016000961.[13]